# روجر بيلي
روجر بيلي (بالإنجليزية: Roger Bailey)‏ هو لاعب كرة قاعدة أمريكي، ولد في 3 أكتوبر 1970 في تشاتاهوتشي في الولايات المتحدة.

## وصلات خارجية
- روجر بيلي على موقعبيزبول رفرنس.كوم (الدوري الرئيسي) (الإنجليزية)
- روجر بيلي على موقعبيزبول رفرنس.كوم (الدوري الثانوي) (الإنجليزية)
- روجر بيلي على موقع مشجعي الرسوم البيانية (الإنجليزية)